# Iospilidae
Iospilidae zijn een familie van borstelwormen (Polychaeta) uit de orde van de Phyllodocida.

## Taxonomie
De volgende taxa zijn bij de familie ingedeeld:
- Geslacht Iospilus Viguier, 1886
- Geslacht Paraiospilus Viguier, 1911
- Onderfamilie Iospilinae Bergström, 1914
  - Geslacht Iospilopsis Augener, 1922
  - Geslacht Phalacrophorus Greeff, 1879

### Synoniemen
- Geslacht Iopsilus => Iospilus Viguier, 1886